# Nabû-šarrūssu-ukīn

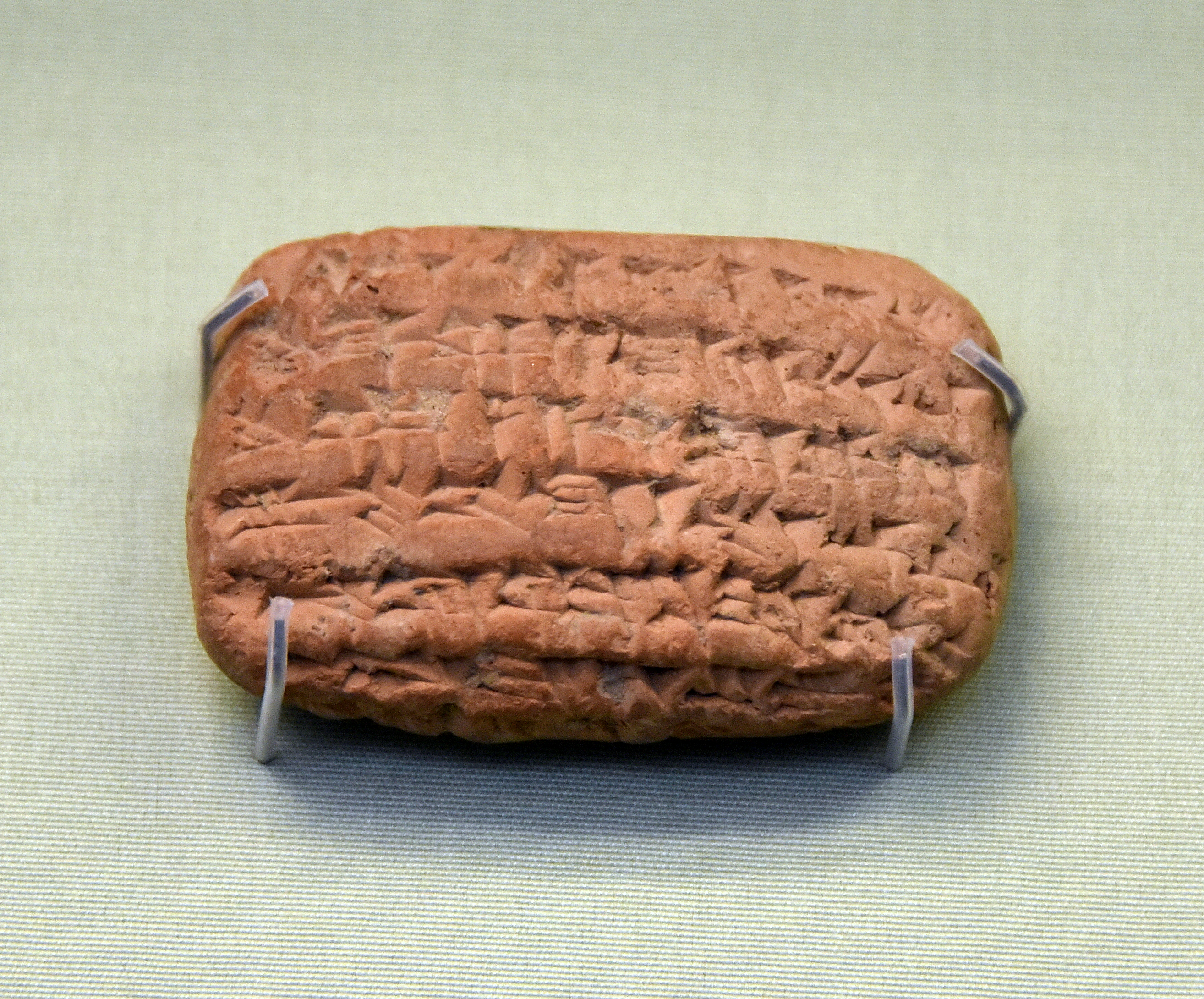
BM 114789 (sogenannte „Nebo-Sarsekim-Tafel“) im Britischen Museum, London

Nabû-šarrūssu-ukīn („Nabu hat seine Königsherrschaft gefestigt“, bl. 595/594 v. Chr.) war ein hoher Hofbeamter im Neubabylonischen Reich. Er ist sehr wahrscheinlich identisch mit Nebu-Sar-Sechim (נבו שׂר סכים nbw śr skjm), einem der Befehlshaber des babylonischen Heeres bei der Eroberung Jerusalems, welcher in der Hebräischen Bibel (Jer 39,3 ) genannt wird.

## Neubabylonische Quellen

### BM 114789
Eine Tontafel aus dem Ebabbar-Archiv (BM 114789), die ins 10. Jahr des Königs Nabû-kudurrī-uṣur II. (= 595/594 v. Chr.) datiert ist, belegt, dass Nabû-šarrūssu-ukīn 1,5 Minen Gold, die er besaß, durch den  Höfling Arad-Bānītu im Marduk-Tempel von Babylon (Esaĝila) deponieren ließ. Nabû-šarrūssu-ukīn hatte zu dieser Zeit das hohe Hofamt des Oberkämmerers (rab ša-rēši) inne, das immer nur an einen Träger vergeben wurde. Als Oberkämmerer besaß er eigene Güter (bīt rab ša-rēši). Sein Amt hatte auch militärische Bedeutung, wahrscheinlich war er Befehlshaber der Kerntruppen.

### BM 31491
Eine Tontafel (BM 31491) aus dem Jahr 561 v. Chr., der Regierungszeit des Königs Amēl-Marduk, belegt, dass ein einfacher Höfling (rēš šarri) namens Nabû-šarrūssu-ukīn eine große Quantität Zwiebeln im Wert von drei Minen Silber an Iddin-Marduk und zwei weitere Händler abtrat; wahrscheinlich handelt es sich bei solchen Naturalabgaben um Steuerforderungen, welche die Händler aufkauften. Da der Name selten ist, wird erwogen, dass es sich um die gleiche Person handelt. In diesem Fall hätte Nabû-šarrūssu-ukīn in jungen Jahren das Spitzenamt des Oberkämmerers bekleidet und im Alter den niedrigeren Rang eines rēš šarri innegehabt.

## Hebräische Bibel
Kapitel 39 des Buchs Jeremia handelt von der Eroberung von Jerusalem (587/586 v. Chr.) durch das Heer von Nabû-kudurrī-uṣur II. Vers 3b nennt die Befehlshaber des siegreichen Heeres, die in Jerusalem einzogen. Der reine Konsonantentext lautet: נרגל שׂר אצר סמגר נבו שׂר סכים רב סריס נרגל שׂר אצר רב מג nrgl śr ’ṣr smgr nbw śr skjm rb srjs nrgl śr ’ṣr rb mg. In dem Titel rb srjs erkennt man das babylonische Hofamt des Oberkämmerers (rab ša-rēši), ein akkadisches Lehnwort im Hebräischen. Hinter rb mg steht der akkadische rab mungi, wahrscheinlich Befehlshaber der Streitwagen und der Kavallerie.

### Masoreten und antike Übersetzer
Bereits die antiken Übersetzer des Jeremiabuchs ins Griechische (Septuaginta) und auch die Masoreten im Frühen Mittelalter hatten Schwierigkeiten, diese Abfolge von babylonischen Namen und Funktionstiteln auf einzelne Personen zu verteilen.
- Folgt man der masoretischen Textgliederung, so sind es vier Individuen, von denen zwei (Nergal-Sarezer und Samgar-Nebu) keinen Titel haben und zwei mit ihrem Amt genannt werden: Sar-Sekim der rab–saris und ein weiterer Nergal-Sarezer der rab-mag.[9]

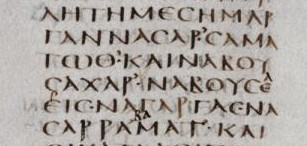
Jer 46,3^{LXX} im Codex Sinaiticus:
„… Margannasar Samagoth und Nebusachar Nabuseeis Nagargas Nasar Ramat …“
(UBS, Cod. gr. 1, fol. xxxix r.)

- Die Septuaginta hat im Jeremiabuch eine abweichende Kapitelzählung. Jer 46,3LXX nennt mehrere Individuen ohne Titel, wobei die Schreibweise der Namen in den Handschriften stark variiert. Der Codex Vaticanus Graecus 1209 als wichtigster Zeuge für den griechischen Jeremia-Text bietet: Marganasar und Samagoth und Nabusachar (Ναβουσαχαρ)[10] und Nabusareis Nagargasnaser Rabamag.[11] Bemerkenswert ist, dass die Septuaginta das theophore Element Nabu- an den Anfang des dritten Namens (Nabusachar) zieht, während die Masoreten es als Ende des zweiten Namens (Samgar-Nebu) verstehen.
- Die Vetus Latina ist eine Tochterübersetzung der Septuaginta. Für das Jeremiabuch ist der Codex Wirceburgensis (5. Jahrhundert) der wichtigste Textzeuge. Er bietet in Jer 39,3 mehrere Namen, die jeweils durch einen Punkt, zweimal durch die Konjunktion „und“ (et) getrennt sind: Acharnasar. Mece. et Nabusachar. Nabusari. et Nathacar. Nesei. Manfred Pollner vermutet, dass es ursprünglich drei Personennamen Acharnasar, Nabusachar und Nathacar waren. Die beiden ersten wurden mit einem nachgestellten Funktionstitel kombiniert. Die griechische Vorlage der Namen Acharnasar, Nabusachar und Nathacar gehörte zu einer Manuskriptgruppe, deren wichtigster Zeuge der Codex Vaticanus ist.[12] Die unrevidierte Vulgata unterscheidet sich erheblich von der Vetus Itala. Sie bietet folgende neun Namen: Neregel Sereser Semegar Nabu Sarsachim Rabsares Neregel Sereser Rebmag und zeigt, so Dominique Barthelémy, „die feste Kohärenz der protomasoretischen Texttradition.“[13]

### Josephus
In seiner Bibel-Nacherzählung Jüdische Altertümer erwähnte Flavius Josephus (1. Jahrhundert n. Chr.) bei der babylonischen Einnahme Jerusalems auch die Befehlshaber des siegreichen Heeres, in der Edition von Benedikt Niese lauten ihre Namen: „Pegalsaros, Aremantos, Semegaros, Nabōsaris (Ναβωσαρις), Acharampsaris“. Die Manuskripte bieten für alle diese Namen verschiedene Schreibweisen. Bei Nabōsaris gibt es die Varianten Nabōsarsēs (ναβωσαρσης) und Mabōsaris (μαβωσαρις); in der lateinischen Josephus-Übersetzung lautet der Personenname Nabusar.

### Forschungsgeschichte
In Jer 39,13 wird ein Oberkämmerer namens Nebuschasban (נבו שׁזבן nbw šzbn = akkadisch Nabû-šēzibanni „Nabu, errette mich“) erwähnt. Heinrich Graetz vermutete 1875, dass in Vers 3 und Vers 13 die gleiche Person gemeint sei: „Beide Namen müssen sich also decken, und einer ist jedenfalls verstümmelt.“ Wilhelm Rudolph griff Graetz’ Anregung auf und schlug 1930 vor, den Nebuschasban auch in Vers 3 einzusetzen; der vor dem Titel rb srjs genannte Name נבו שׂר סכים nbw śr skjm sei Verschreibung aus nbw šzbn. Auch die Dopplung von nrgl śr ’ṣr am Anfang und am Ende der Aufzählung stört. Die korrigierte Fassung von Jer 39,3b lautet bei Rudolph folgendermaßen: „Nergalsareẓer, der Fürst von Simmagir, der Rabmāg, und Nebušazban, der Rabsārīs.“ Rudolphs Konjektur wurde viel rezipiert, denn er hatte nicht nur einen Kommentar zum Jeremiabuch in der Reihe HAT (1947) geschrieben, sondern war auch für den kritischen Apparat dieses Buches in der Biblia Hebraica Stuttgartensia verantwortlich.
David Steven Vanderhooft verwies 1999 auf die Tontafel BM 31491, die für das Jahr 561 v. Chr. den Höfling Nabû-šarrūssu-ukīn nennt und schlug vor, dieser sei identisch mit dem in Jer 39,3 genannten Oberkämmerer  נבו שׂר סכים nbw śr skjm. Der zeitliche Abstand beider Nennungen schließt eine Identität zwar nicht aus, macht sie aber unbeweisbar.
Michael Jursa veröffentlichte 2008 als Miszelle den Text der Tontafel BM 114789, welche für das Jahr 595/594 v. Chr. den Oberkämmerer Nabû-šarrūssu-ukīn nennt. Die zeitliche Nähe zur babylonischen Einnahme Jerusalems und die Übereinstimmung von Name und Titel im hebräischen Konsonantentext und im akkadischen Text macht die Gleichsetzung beider Individuen sehr plausibel. Der hebräische Schreiber habe, so Jursa, lediglich die Graphemfolge *-jn als „aramaisierende“ Pluralendung missverstanden und deshalb zur hebräischen Pluralendung -jm „korrigiert“.
Das Medienecho auf die ersten Nachrichten von Jursas Fund 2007 war groß. „Unser Mann startete unter dem Namen Nebo-Sarsekim in den Cyberspace und wird im Internet seither einhellig so genannt.“ Für Journalisten und konservative Exegeten „beweist“ die sogenannte Nebo-Sarsekim-Tafel die historische Zuverlässigkeit des ganzen Alten Testaments oder des Jeremiabuchs. Historisch-kritische Exegeten wie Bob Becking und Henry Stadhouders sind zurückhaltender; die Identität mehrerer in der Hebräischen Bibel und in akkadischen Quellen genannter Neubabylonier belege nicht die historische Korrektheit der biblischen Erzählung, in der sie erwähnt werden.

### Jeremia 39,3 in Kommentaren
Die folgende Übersicht zeigt, wie der Name des babylonischen Oberkämmerers bzw. „Obereunuchen“ in den Kommentaren zum Buch Jeremia wiedergegeben wird.
| Kommentar                                             | Autor                                                  | Jahr | Übersetzung    | Erläuterung |
| ----------------------------------------------------- | ------------------------------------------------------ | ---- | -------------- | --- |
| Handkommentar zum Alten Testament                     | Friedrich Giesebrecht                                  | 1894 | Nebuschasban   | Begründung der Konjektur: In V. 13 erscheint ein anderer „Oberhämling“ namens Nebuschasban. Es sei unwahrscheinlich, dass die Ämter so schnell gewechselt hatten. Außerdem ziehen alle Septuagintahandschriften Nabu- zum folgenden Namen. |
| Handbuch zum Alten Testament                          | Wilhelm Rudolph                                        | 1947 | Nebuschasban   | |
| Das Alte Testament Deutsch                            | Artur Weiser                                           | 1960 | Nebuschasban   | |
| Anchor Bible                                          | John Bright                                            | 1965 | Nebushazban    | Konjektur nach Rudolph. |
| The New International Commentary on the Old Testament | J. A. Thompson                                         | 1980 | Nebushazban    | |
| Neue Echter-Bibel                                     | Josef Schreiner                                        | 1984 | Nebuschasban   | |
| Hermeneia                                             | William L. Holladay                                    | 1989 | Nebushazban    | |
| Word Biblical Commentary                              | Gerald L. Keown, Pamela J. Scalise, Thomas G. Smothers | 1995 | Sar-sechim     | Die Konjektur Nebushazban the Rab-saris sei wahrscheinlich. |
| International Critical Commentary                     | William McKane                                         | 1996 | Nebushazban    | Für die Konjektur Verweis auf Giesebrecht. |
| Neuer Stuttgarter Kommentar Altes Testament           | Wolfgang Werner                                        | 2003 | Nebuschasban   | Die Einheitsübersetzung „lehnt sich bei der Wiedergabe von V. 3 insgesamt an einen Vorschlag von W. Rudolph an.“ |
| Zürcher Bibelkommentare                               | Gunther Wanke                                          | 2003 | Nebu-Sarsekim  | |
| Anchor Bible                                          | Jack R. Lundbom                                        | 2004 | Nebusarsechim  | |
| Herders Theologischer Kommentar zum Alten Testament   | Georg Fischer                                          | 2005 | Sar-Sechim     | Identifizierung und Erklärung der Namen und Titel seien „kaum lösbar“, daher „nur ein tastender Versuch.“ Insbesondere der Namensbestandteil Sechim bleibe „ohne befriedigende Erklärung.“                                                 |
| The Old Testament Library                             | Leslie C. Allen                                        | 2008 | Nebusarsechim  | |
| Das Alte Testament Deutsch                            | Werner H. Schmidt                                      | 2013 | Sar-Sechim     | Zu den Namen und Titeln wird nur auf Rudolph, Holladay und Becking verwiesen. |
| Handkommentar zum Alten Testament                     | Hermann-Josef Stipp                                    | 2019 | Nebu Sar-Sekim | Der Erzähler der Apologie Jeremias zähle drei babylonische Oberbefehlshaber namentlich auf, was ihm im Vergleich mit babylonischen Quellen „einen eindrucksvollen Informationsstand“ attestiere.                                           |